# Marc Polmans
Marc Polmans, né le 2 mai 1997 à Amanzimtoti en Afrique du Sud, est un joueur de tennis australien, professionnel depuis 2015.
En 2017, il atteint les demi-finales en double à sa première participation d'un tournoi du Grand Chelem à l'Open d'Australie.

## Carrière
Marc Polmans se distingue en 2016 en participant à sept finales sur le circuit Futures (quatre titres) et une dans un tournoi Challenger à Canberra. Ces résultats lui permettent de gagner plus de 600 places en une saison.
Lors de l'Open d'Australie 2017, il accède aux demi-finales du tournoi de double avec Andrew Whittington après avoir écarté trois têtes de série : Nestor-Roger-Vasselin, Rojer-Tecău et les no 1 mondiaux Herbert-Mahut.
Après onze échecs en qualifications, il débute en Grand Chelem sur invitation lors de l'Open d'Australie 2019, battu en cinq sets par Denis Kudla. L'année suivante, il écarte Mikhail Kukushkin au premier tour avant de s'incliner face à Dušan Lajović. En double, il est quart de finaliste avec James Duckworth. Lucky loser aux Internationaux de France, il élimine le Français Ugo Humbert (6-2, 6-2, 3-6, 6-3).
Il a remporté trois titres Challenger en simple : à Launceston en 2018 et à Zhangjiagang et Traralgon en 2019. En double, il s'est adjugé huit titres depuis 2018.

## Parcours dans les tournois duGrand Chelem

### En simple
| Année | Open d'Australie | Open d'Australie | Internationaux de France | Internationaux de France | Wimbledon      | Wimbledon      | US Open         | US Open      |
| ----- | ---------------- | ---------------- | ------------------------ | ------------------------ | -------------- | -------------- | --------------- | ------------ |
| 2019  | 1er tour (1/64)  | Denis Kudla      | —                        | —                        | —              | —              | —               | —            |
| 2020  | 2e tour (1/32)   | Dušan Lajović    | 2e tour (1/32)           | Cristian Garín           | Annulé         | Annulé         | 1er tour (1/64) | Marcos Giron |
| 2021  | 1er tour (1/64)  | Márton Fucsovics | —                        | —                        | 2e tour (1/32) | Cristian Garín | —               | —            |
|       |                  |                  |                          |                          |                |                |                 |              |
| 2024  | 1er tour (1/64)  | Alexei Popyrin   |                          |                          |                |                |                 |              |

N.B. : à droite du résultat se trouve le nom de l'ultime adversaire.

### En double messieurs
| Année | Open d'Australie               | Open d'Australie            | Internationaux de France | Internationaux de France | Wimbledon                      | Wimbledon            | US Open                       | US Open                      |
| ----- | ------------------------------ | --------------------------- | ------------------------ | ------------------------ | ------------------------------ | -------------------- | ----------------------------- | ---------------------------- |
| 2017  | 1/2 finale A. Whittington      | Henri Kontinen John Peers   | —                        | —                        | 1er tour (1/32) A. Whittington | Bob Bryan Mike Bryan | 1er tour (1/32) J. Cerretani  | Julio Peralta H. Zeballos    |
| 2018  | 1er tour (1/32) A. Whittington | J. S. Cabal Robert Farah    | —                        | —                        | —                              | —                    | —                             | —                            |
| 2019  | 1er tour (1/32) Alex Bolt      | Bob Bryan Mike Bryan        | —                        | —                        | —                              | —                    | —                             | —                            |
| 2020  | 1/4 de finale J. Duckworth     | A. Bublik M. Kukushkin      | —                        | —                        | Annulé                         | Annulé               | —                             | —                            |
| 2021  | 1/8 de finale J. Duckworth     | P.-H. Herbert Nicolas Mahut | —                        | —                        | —                              | —                    | 1er tour (1/32) Jürgen Melzer | Jérémy Chardy Fabrice Martin |
| 2022  | 1er tour (1/32) J. Duckworth   | J. Murray B. Soares         | —                        | —                        | —                              | —                    | —                             | —                            |
| 2023  | 2e tour (1/16) A. Popyrin      | R. Ram J. Salisbury         | —                        | —                        | —                              | —                    | —                             | —                            |
| 2024  | 1er tour (1/32) J. Duckworth   | R. Bopanna M. Ebden         |                          |                          |                                |                      |                               |                              |

N.B. : le nom du partenaire se trouve sous le résultat ; le nom des ultimes adversaires se trouve à droite.

### En double mixte
| Année | Open d'Australie           | Open d'Australie            | Internationaux de France | Internationaux de France | Wimbledon | Wimbledon | US Open | US Open |
| ----- | -------------------------- | --------------------------- | ------------------------ | ------------------------ | --------- | --------- | ------- | ------- |
| 2016  | 1er tour (1/16) J. Moore   | B. Mattek Bob Bryan         | —                        | —                        | —         | —         | —       | —       |
| 2017  | 1er tour (1/16) D. Aiava   | M. Hingis Leander Paes      | —                        | —                        | —         | —         | —       | —       |
| 2018  | 1/4 de finale S. Sanders   | M. J. Martínez M. Demoliner | —                        | —                        | —         | —         | —       | —       |
|       |                            |                             |                          |                          |           |           |         |         |
| 2020  | 1er tour (1/16) S. Sanders | J. Ostapenko Leander Paes   | Annulé                   | Annulé                   | Annulé    | Annulé    | Annulé  | Annulé  |
| 2021  | 1/2 finale S. Sanders      | B. Krejčíková Rajeev Ram    | —                        | —                        | —         | —         | —       | —       |
| 2022  | 2e tour (1/8) A. Rodionova | K. Mladenovic Ivan Dodig    | —                        | —                        | —         | —         | —       | —       |
| 2023  | 1/2 finale O. Gadecki      | L. Stefani R. Matos         | —                        | —                        | —         | —         | —       | —       |
| 2024  | 1/2 finale O. Gadecki      | D. Krawczyk N. Skupski      |                          |                          |           |           |         |         |

N.B. : le nom de la partenaire se trouve sous le résultat ; le nom des ultimes adversaires se trouve à droite.

## Classements ATP en fin de saison
| Année          | 2012 | 2013 | 2014 | 2015 | 2016 | 2017 | 2018 | 2019 | 2020 | 2021 | 2022 | 2023 |
| Rang en simple | 1813 | 1581 | 1035 | 843  | 226  | 318  | 144  | 136  | 124  | 194  | 336  | 150  |
| Rang en double | –    | –    | 756  | 269  | 273  | 70   | 232  | 198  | 130  | 101  | 271  | 239  |

Source : (en) Classements de Marc Polmans sur le site officiel de la Fédération internationale de tennis